# Ehrenplakette der 21. Luftwaffen-Felddivision
Die Ehrenplakette der 21. Luftwaffen-Felddivision war eine nichttragbare Auszeichnung der deutschen Luftwaffe während des Zweiten Weltkrieges, die vom Generalleutnant Richard Schimpf im Herbst 1943 für hervorragende Leistungen und Verdienste um die 21. Luftwaffen-Felddivision gestiftet wurde.
Die hochrechteckige Plakette ist 175 mm hoch und 120 mm breit, aus schwarzem Eisenguss gefertigt und zeigt auf ihrer Vorderseite den Wappenschild der Division, einen sich auf das Dorf Dretino herabstürzenden Fallschirmjägeradler, der in seinen Fängen einen Stielhandgranate hält. Der Ort Dretino wurde deshalb gewählt, weil er den ersten Gefechtsstand der Division darstellte. Rechts über dem Adler ist die Divisionsstandarte abgebildet, ein rechtsgerichteter Pfeil innerhalb eines Eichenlaubkranzes. Unter dem Wappenschild ist die fünfzeilige erhaben geprägte Inschrift: IN .ANERKENNUNG.BESONDERER / LEISTUNGEN.IN.DER.DIVISION / DER. KOMMANDEUR.DER / 21.LUFTWAFFENFELDDIVISION / 1942. Den Rand der Plakette bilden 80 waagerecht stehende Hakenkreuze.